# Milano-Mantova 1957
La Milano-Mantova 1957, diciannovesima edizione della corsa, si svolse il 16 giugno 1957 su un percorso di 224 km. La vittoria fu appannaggio del belga Léon Van Daele, il quale precedette gli italiani Gino Guerrini e Alfredo Sabbadin.

## Ordine d'arrivo (Top 10)
| Pos. | Corridore           | Squadra              | Tempo |
| ---- | ------------------- | -------------------- | ----- |
| 1    | Léon Van Daele      | Faema-Guerra         | ?     |
| 2    | Gino Guerrini       | Asborno-Fréjus       | ?     |
| 3    | Alfredo Sabbadin    | San Pellegrino Sport | ?     |
| 4    | Angiolino Piscaglia | San Pellegrino Sport | ?     |
| 5    | Pierino Baffi       | Arbos-Bif-Welter     | ?     |
| 6    | Mario Gervasoni     | Asborno-Fréjus       | ?     |
| 7    | Mino De Rossi       | Ignis-Doniselli      | ?     |
| 8    | Adriano Zamboni     | Torpado              | ?     |
| 9    | Gianni Ferlenghi    | Arbos-Bif-Welter     | ?     |
| 10   | Jozef Schils        | Faema-Guerra         | ?     |